# Memoriał José Raúla Capablanki
Memoriał José Raúla Capablanki – międzynarodowy turniej szachowy poświęcony pamięci trzeciego mistrza świata, kubańskiego arcymistrza José Raúla Capablanki.
Pierwszy memoriał rozegrano w roku 1962 w Hawanie. W kolejnych latach turnieje organizowano również w innych kubańskich miastach: Cienfuegos, Camagüey, Holguín, Matanzas i Varadero. Wśród dotychczasowych zwycięzców znajdują się m.in. mistrz świata Wasilij Smysłow oraz wicemistrzowie: Wiktor Korcznoj, Péter Lékó i Wasyl Iwanczuk.
Na przestrzeni lat formuła memoriał zmieniała się kilkakrotnie. Do roku 1973 rozgrywano jeden licznie obsadzony turniej (z udziałem nawet do 22 zawodników). Od jedenastej edycji wprowadzono podział na grupy turniejowe: główną oraz dodatkowe (również turnieje w obsadzie kobiecej). Spośród startujących w memoriale Polaków, najlepszy wynik osiągnął Kamil Mitoń, zajmując w 2006 roku III miejsce.

## Zwycięzcy dotychczasowych memoriałów
| Lp | Rok  | Miasta     | Zwycięzcy                                            | Wynik    |
| -- | ---- | ---------- | ---------------------------------------------------- | -------- |
| 1  | 1962 | Hawana     | Miguel Najdorf                                       | 16½ / 21 |
| 2  | 1963 | Hawana     | Wiktor Korcznoj                                      | 16½ / 21 |
| 3  | 1964 | Hawana     | Wasilij Smysłow Wolfgang Uhlmann                     | 16 / 21  |
| 4  | 1965 | Hawana     | Wasilij Smysłow                                      | 15½ / 21 |
| 5  | 1967 | Hawana     | Bent Larsen                                          | 15 / 19  |
| 6  | 1968 | Hawana     | Ratmir Chołmow                                       | 12 / 14  |
| 7  | 1969 | Hawana     | Aleksiej Suetin Wiktor Korcznoj                      | 11 / 15  |
| 8  | 1971 | Hawana     | Vlastimil Hort Jefim Geller                          | 10½ / 15 |
| 9  | 1972 | Cienfuegos | Anatolij Lejn                                        | 14 / 19  |
| 10 | 1973 | Cienfuegos | Wasilij Smysłow                                      | 16½ / 21 |
| 11 | 1974 | Cienfuegos | Ulf Andersson                                        | 11½ / 15 |
| 12 | 1975 | Cienfuegos | Ulf Andersson                                        | 13½ / 17 |
| 13 | 1976 | Cienfuegos | Boris Gulko                                          | 10½ / 14 |
| 14 | 1977 | Cienfuegos | Ołeh Romanyszyn Guillermo García González            | 13½ / 17 |
| 15 | 1979 | Cienfuegos | Jewgienij Swiesznikow                                | 11 / 13  |
| 16 | 1980 | Cienfuegos | Alonso Zapata Ľubomír Ftáčnik                        | 9½ / 13  |
| 17 | 1981 | Cienfuegos | Witalij Cieszkowski                                  | 9½ / 13  |
| 18 | 1983 | Cienfuegos | Lew Psachis                                          | 9½ / 11  |
| 19 | 1984 | Cienfuegos | Jesus Nogueiras                                      | 9 / 13   |
| 20 | 1985 | Hawana     | Borislav Ivkov                                       | 10 / 13  |
| 21 | 1986 | Hawana     | Carlos Garcia Palermo Julio Granda Zuñiga            | 9 / 13   |
| 22 | 1987 | Camagüey   | Carlos Garcia Palermo Denis Verduga                  | 8 / 12   |
| 23 | 1988 | Hawana     | Zurab Azmaiparaszwili                                | 8 / 11   |
| 24 | 1989 | Holguín    | Amador Rodriguez                                     | 8 / 12   |
| 25 | 1990 | Hawana     | Adelquis Remón Gay                                   | 9½ / 13  |
| 26 | 1991 | Hawana     | Walerij Niewierow                                    | 9 / 13   |
| 27 | 1992 | Matanzas   | Henry Urday Cáceres                                  | 9½ / 13  |
| 28 | 1993 | Matanzas   | Mark Hebden                                          | 9 / 13   |
| 29 | 1994 | Matanzas   | Loek van Wely Anthony Miles Alonso Zapata            | 7½ / 11  |
| 30 | 1995 | Matanzas   | Anthony Miles                                        | 10½ / 13 |
| 31 | 1996 | Cienfuegos | Anthony Miles                                        | 9½ / 13  |
| 32 | 1997 | Cienfuegos | Péter Lékó                                           | 8 / 11   |
| 33 | 1998 | Hawana     | Robert Hübner Iván Morovic Fernández Jakow Zilberman | 7 / 11   |
| 34 | 1999 | Hawana     | Anthony Miles                                        | 8½ / 13  |
| 35 | 2000 | Varadero   | Aleksandr Wołżyn                                     | 8½ / 13  |
| 36 | 2001 | Hawana     | Francisco Vallejo Pons                               | 8½ / 12  |
| 37 | 2002 | Hawana     | Lázaro Bruzón Batista                                | 6 / 9    |
| 38 | 2003 | Hawana     | Julio Granda Zuñiga                                  | 8 / 11   |
| 39 | 2004 | Hawana     | Leinier Domínguez Pérez                              | 9 / 11   |
| 40 | 2005 | Hawana     | Wasyl Iwanczuk                                       | 9½ / 12  |
| 41 | 2006 | Hawana     | Wasyl Iwanczuk                                       | 6½ / 10  |
| 42 | 2007 | Hawana     | Wasyl Iwanczuk                                       | 7½ / 9   |
| 43 | 2008 | Hawana     | Leinier Domínguez Pérez                              | 6 / 9    |
| 44 | 2009 | Hawana     | Leinier Domínguez Pérez                              | 6½ / 10  |
| 45 | 2010 | Hawana     | Wasyl Iwanczuk                                       | 7 / 10   |
| 46 | 2011 | Hawana     | Lê Quang Liêm Wasyl Iwanczuk                         | 6½ / 10  |
| 47 | 2012 | Hawana     | Wasyl Iwanczuk                                       | 6½ / 10  |
| 48 | 2013 | Hawana     | Zoltán Almási                                        | 6½ / 10  |
| 49 | 2014 | Hawana     | Wesley So                                            | 6½ / 10  |